# Петрешть (Корбій-Марі, Димбовіца)
Петрешть, Петрешті (рум. Petrești) — село у повіті Димбовіца в Румунії. Входить до складу комуни Корбій-Марі.
Село розташоване на відстані 53 км на захід від Бухареста, 40 км на південь від Тирговіште, 132 км на схід від Крайови, 122 км на південь від Брашова.

## Населення
За даними перепису населення 2002 року у селі проживали 738 осіб, з них 734 особи (99,5%) румунів. Рідною мовою 734 особи (99,5%) назвали румунську.